# HK Kryschynka Kiew
Der HK Kryschynka Kiew (ukrainisch ХК Крижинка Київ) war ein ukrainischer Eishockeyklub aus Kiew. Der Klub trug seine Heimspiele im  Kryschynka aus, das 500 Zuschauern Platz bietet.

## Geschichte
1991 wurde der Nachwuchs-Eishockeyverein DJuSSch Kryschynka gegründet. 1994 wurde aus dem Nachwuchsverein heraus eine Herrenmannschaft gegründet, die sofort den Spielbetrieb in der höchsten Spielklasse aufnahm.
Im Jahr 1999 spielte der Verein für wenige Monate als Irbis Kiew, ehe er 2000 aufgrund finanzielle Probleme aufgelöst wurde.

## Erfolge
- 1997 Ukrainischer Vizemeister.[1]